# プラスティネーション
プラスティネーション (Plastination) とは、人間や動物の遺体または遺体の一部（内臓など）に含まれる水分と脂肪分をプラスチックなどの合成樹脂に置き換えることで、それを保存可能にする技術のことである。
近年では同技術をプラストミック (Plastomic) と呼称する団体もある。

## 概要
身体を構成している水分と脂肪分をプラスチックなどの合成樹脂に置き換え、顕微鏡レベルでの細胞組織の構成をほとんど保ったまま、素手で触れることができ、腐敗を起こしたり悪臭を発生させたりすることもない標本を作り出すことができる。
こうした、生物組織の水分や脂肪球などの液体部分を固体に置換する技術そのものは、生物組織を硬化させた後にミクロトームと呼ばれる鉋状の機械によって削られた薄い切片を顕微鏡観察用標本（プレパラート）とするための技術として生まれ、古くから今日まで用いられているパラフィン切片法やセロイジン切片法から、さらには透過型電子顕微鏡による観察用に開発され、光学顕微鏡用にも転用されているエポキシ樹脂などのプラスチックによる樹脂切片法へ発展している。この樹脂置換による顕微鏡用切片作成技術が、個体あるいは器官丸ごとの標本作製技法に発展したのがこのプラスティネーション技術であり、遺体や死体を解剖学用の標本としたり展示会で用いたりするために用いられている。
プラスティネーションの技術は、ドイツ・ハイデルベルク大学のグンター・フォン・ハーゲンスにより、1978年に生み出された。ハーゲンスは数か国でプラスティネーション技術の特許を取得し、その技術を紹介するべく、プラスティネーション処理を施された人体を展示する「BODY WORLDS」を1995年より世界各国で開催してきた。日本では1995年開催の『人体の世界』（国立科学博物館特別展）、1996-1998年開催された『人体の不思議展』にも関与した。ハーゲンスはまた、大学のあるハイデルベルクに「プラスティネーション協会」を設立し、指導・監督に当たっている。

## プロセス
プラスティネーション処理の過程は以下の通りである。前提として、死後硬直の始まる前（死後約2時間）に加工を開始する必要があり、弓を引く・トランプをするなどのポーズをとらせる場合も、死後速やかに遺体をポージングさせる必要がある。

プロセス9。真空ポンプで負圧をかける

1. 遺体を10%ホルマリン溶液に1週間から10日ほど浸し、組織を固定する。
2. ホルマリン処理の済んだ遺体を氷点下25度に冷却したアセトンなどの溶媒に浸して密封し、冷凍置換で水分と脂肪分を抜いていく。
3. いきなり濃度の高いアセトンに漬け込むと組織が崩れるので、最初の2日間は濃度70%のアセトンに漬け込む。
4. 次に濃度を80%にしたアセトンに、さらに2日間漬け込む。
5. 最後は濃度90%のアセトンに3日ほど漬け込み、この処置によって水分と脂肪分をアセトンに置き換える。
6. 完全に脱水と脱脂が進んだ段階で常温のアセトンに移し、温度を常温にまで戻す。
7. 処理が済んだ遺体が常温にまで戻ったら溶媒の中から取り出し、シリコーン・ポリエステル・エポキシなどの液体合成樹脂で満たされた浴槽に入れ、1日漬け込む。
8. 樹脂が染込んだら硬化剤を加えてさらに2週間漬け込む。
9. シリコンが十分に浸透した遺体を密閉した容器の中に入れて1か月程度、真空ポンプで負圧をかける。この過程で細胞膜内に残っていたアセトンまで完全に気化し、組織に樹脂成分が浸透する。
10. 容器から遺体を取り出し、余分な樹脂を取り除いて珪酸ソーダを噴霧しながら3日ほど常温で乾燥させると、標本が完成する。